# Ferdinand Wolff
Ferdinand Wolff (Colônia, 7 de novembro de 1812 – Londres, 8 de março de 1905) foi um jornalista de profissão e revolucionário proletário. Ele ingressou na Liga Comunista e tornou-se editor do Neue Rheinische Zeitung em 1848 e 1849. Era amigo próximo e associado de Karl Marx e de Frederick Engels e aliou-se ao grupo de Marx e Engels durante a divisão de 1850 na Liga Comunista. Wolf morreu em 1895.

## Vida
Ferdinand Wolff era filho do comerciante judeu Philipp Wolff e sua esposa Helena Feist. Do outono de 1822 à Páscoa de 1831, ele frequentou o Friedrich-Wilhelm-Gymnasium em Colônia. Depois de se formar no ensino médio, ele começou a estudar filosofia em Bonn no semestre de verão de 1831, mas foi matriculado como estudante de medicina no outono de 1832. No semestre de inverno de 1833/34, ele estudou medicina em Munique. Em maio de 1834, ele retornou a Bonn e deixou a Universidade de Bonn em 1834 ou 1835 sem cancelamento oficial do registro e estudou na Université Libre em Bruxelas em 1835. De acordo com suas próprias declarações, ele terminou seus estudos sem doutorado.  Segundo outra fonte, ele tinha doutorado.  Em Paris, onde Wolff viveu por dez anos, ele teve contato com Louis-Auguste Blanqui. Ele ensinou Mathilde Heine e corrigiu "O Mar do Norte" para Heinrich Heine para a tradução francesa.
No inverno de 1846/47, ele conheceu Marx em Bruxelas e o ajudou com a publicação da "Misère de la philosophie". Réponse a la philosophie de la misère de M. Proudhon" porque ele tinha um conhecimento melhor do francês do que Marx.  Ele mesmo revisou o livro no Westphalian Steamboat. Em Bruxelas, Wolff foi membro da "Associação dos Trabalhadores Alemães" e também publicou artigos no Deutsche Brüsseler Zeitung. Como Wilhelm Wolff e Ferdinand Wolff trabalharam juntos em Bruxelas, eles chamavam seus amigos de "Lupus" ou "Red Wolff" para distingui-los, por causa da cor do cabelo de Ferdinand. Em 7 de novembro, Wolff foi um dos membros fundadores da Association Démocratique.  Quando Marx foi expulso de Bruxelas, Wolff viajou com ele para Paris em 4 de março de 1848. Em Paris, Wolff foi quem garantiu a influência dos comunistas entre os trabalhadores parisienses.
Wolff tornou-se editor da "Neue Rheinische Zeitung" em 1º de junho de 1848, mas viveu em Paris até o início de julho. Ele escreveu mais de 170 artigos sob o sinal de correspondência (quadrado). Seu primeiro artigo foi "The New Journals". Wolff concentrou seu trabalho editorial na França e nos efeitos da Revolução de Fevereiro. Após o fim da Neue Rheinische Zeitung, ele teve que deixar Colônia porque foi ameaçado de não cumprimento de seu dever militar. Foi para Paris, correspondeu-se ao "Westdeutsche Zeitung" de Hermann Becker, foi expulso no final de 1849 e emigrou para Londres, onde trabalhou com Marx, Engels e Wilhelm Liebknecht na Liga dos Comunistas até sua dissolução em 1852. Ele se casou com Eliza Williams em 27 de janeiro de 1852 na Old Church, Saint Pancras, em Londres.  Em 1853, o relacionamento com Karl Marx foi rompido.
Wolff escreveu vários artigos para o "Morgenblatt für bildene Leser" para o "Deutsches Museum" de Robert Pritz, para o "Allgemeine Zeitung, Augsburg", "Die Gegenwart" e outras revistas. Não se sabe quando Wolff se mudou de Londres para Blackburn e de lá para Oxford. No censo de 1881, Ferdinand e Liza Wolff moravam na 9 Marston Street, em Oxford. A idade da esposa foi dada como 63 anos. No final de 1890, por meio de Charles Bonnier, começou uma troca de cartas com Friedrich Engels. Wolff morreu de pneumonia na presença de sua filha Helen no "South Street Parklane 52" de Londres.

## Publicações (selecionadas)
- Philosophie et poésie de la pipe. chez l'auteur, Paris 1841.[13]
- Homer: Homère illustré, traduction nouvelle, accompagnée de notes, par Eugène Baresle, illustrées par A. Tileux et A. Lemud. M. Quérard attribue cette traduction à un Allemand nommé Ferdinand Wolff. 2 Bde., Lavigne, Paris 1842.[13]
- Marx gegen Proudhon. In: Westfälisches Dampfboot. 1848, Januarheft, S. 7–16; Februarheft S. 51–63.
- Zeitskizzen. In: Deutsche-Brüsseler-Zeitung. vom 9. Januar 1848.
- Die neuen Journale. In: Neue Rheinische Zeitung. Köln den 15. Juni und 16. Juni 1848.
- Bürgerliches. (Geschrieben vor der Märzrevolution). In: Neue Rheinische Zeitung. Nr. 23 vom 23. Juni 1848, S. 1–2.[14]
- Das Pricipe d'ordre. In: Neue Rheinische Zeitung. Nr. 57 vom 27. Juli 1848.[15]
- F. W.: Kölnisches. In: Neue Rheinische Zeitung. Nr. 62 vom 1. August 1848, S. 1.
- Fould, Goudchaux, Rothschild. In: Neue Rheinische Zeitung. Nr. 281 vom 25. April 1849.[16]
- Republik oder Kaiserthum. In: Westdeutsche Zeitung vom 21. Juli 1849.
- Die Loginghäuser. In: Morgenblatt für gebildete Leser. Nr. 87 bis 90 vom 11. bis 15. April 1851.
- Die goldenen Früchte Australiens. In: Deutsches Museum. Zeitschrift für Literatur, Kunst und öffentliches Leben. Hrsg. von Robert Prutz. F. A. Brockhaus, Leipzig 1853 Nr. 22 vom 26. Mai 1853. onlilne
- Das geheime Capitel der englischen Hausliteratur. In: Deutsches Museum. Zeitschrift für Literatur, Kunst und öffentliches Leben. Hrsg. von Robert Prutz. F. A. Brockhaus, Leipzig 1853 Nr. 28 vom 7. Juli 1853. onlilne
- Der Franc und der Schilling. Ein Beitrag zur Hausökonomie. In: Deutsches Museum. Zeitschrift für Literatur, Kunst und öffentliches Leben. Hrsg. von Robert Prutz. F. A. Brockhaus, Leipzig 1853 Nr. 36 vom 1. September 1853. onlilne
- Der Volksschulunterricht in England. In: Deutsches Museum. Zeitschrift für Literatur, Kunst und öffentliches Leben. Hrsg. von Robert Prutz. F. A. Brockhaus, Leipzig 1854 Nr. 14 vom 1. April 1854. onlilne
- Ein Sittengemälde in der Londoner Kunstausstellung. In: Deutsches Museum. Zeitschrift für Literatur, Kunst und öffentliches Leben. Hrsg. von Robert Prutz. F. A. Brockhaus, Leipzig 1854 Nr. 28 vom 8. Juli 1854. onlilne
- Die Lage und die Zukunft der arbeitenden classen aus dem Gesichtspunkte der englischen Verhältnisse betrachtet. In: Die Gegenwart. Bd. 12, Leipzig 1856, S. 888–954.
- Fürst Clemens Metternich. In: Deutsche Jahrbücher für Politik und Literatur. J. Guttentag, Berlin 1863, Januar bis März 1863, S. 75–121. onlilne
- Die rechte Hand Bismarck's. In: Die neue Zeit. Revue des geistigen und öffentlichen Lebens. 10.1891-92,1.Bd.(1892), Heft 15, S. 465–472. onlilne
- Bucher, Bismarck und v. Poschinger. In: Die neue Zeit. Revue des geistigen und öffentlichen Lebens. 10.1891-92, 2. Bd.(1892), Heft 42, S. 500–503. onlilne
- Bucher, Bismarck und v. Poschinger. (Schluß). In: Die neue Zeit. Revue des geistigen und öffentlichen Lebens. 10.1891-92, 2. Bd.(1892), Heft 43, S. 526–530. onlilne
- Einleitung. In: Freiligraths Werke in fünf Büchern. Mit einer Auswahl seiner Briefe und einem Anhang bisher noch nicht in d. Ausgaben veröffentlichter Gedichte. Hrsg. von Walter Heichen. A. Weichert, Berlin 1907, S. 5–6.
- Ferdinand Wolff (Zeit- und Schicksalsgenosse des Dichters). In: ebenda, S. 145–146.